# Пеґа (футбольний клуб)
Футбольний клуб «Пеґа Ґілян» або просто «Пеґа» (перс. باشگاه فوتبال پگاه گیلان‎)) — професіональний іранський футбольний клуб з міста Решт. З 2002 по 2008 рік виступав у Про-лізі Ірану та Лізі Азадеган.

## Історія
Спочатку існував як «Естеглал Решт». Виступали в нижчих дивізіонах іранського футболу, проте повернулися до еліти в сезоні 2000/01 років, за підсумками якого посіли 10-е місце. Наступного сезону, під керівництвом Насера Хеджазі посів 13-е місце в чемпіонаті. В останньому турі з рахунком 2:9 поступилися «Абумослему» та понизилися в класі. Начтупного сезону Pegah Dairy Co. викупив клуб, який став одним з небагатьох в Ірані, який належав приватній структурі. Для популяризації клубу його перейменували в «Пеґа Ґілян». Того ж сезону вони виграли Лігу Азадеган та повернулися до Про-ліги Ірану. В еліті іранського футболу виступали протягом двох сезонів, проте за підсумками сезону 2004/05 повернулися в Лігу Азадеган. Наступного сезону фінішували на першому місці в групі А Ліги Азадеган, проте в плей-оф за право підвищитися в класі зазнали поразки.

### Успіх з Надером Дастеншаном
Під керівництвом Надера Дастеншана у сезоні 2007/08 років «Пеґа» обіграв «Персеполіс», «Естеґлал» та «Сайпу». Також команда дійшла до фіналу Кубку Хазфі, де поступилася «Естеґлалу».

### Розформування «Пеґа»
У жовітні 2008 році через фінансові проблеми «Пеґа» припинив існування. Компанія мінеральних вод «Дамаш» президента Манафаріда Аміра Хорсаві придбала в Аміра Абедіні ліцензію клубу на виступи в чемпіонаті. Клуб перейменували в «Дамаш» (Ґілян).

## Статистика виступів
| Рік     | Дивізіон      | Місце | Кубок Хазфі  | Примітки              |
| ------- | ------------- | ----- | ------------ | --------------------- |
| 2002–03 | Ліга Азадеган | 2-е   |              | Вихід у Про-лігу      |
| 2003–04 | Про-ліга      | 9-е   | 1/8 фіналу   |                       |
| 2004–05 | Про-ліга      | 16-е  | 1/8 фіналу   | Виліт у Лігу Азадеган |
| 2005–06 | Ліга Азадеган | 1st   |              | Вихід у 2-й раунд     |
| 2006–07 | Ліга Азадеган | 1-е   | Перший раунд | Вихід у Про-лігу      |
| 2007–08 | Про-ліга      | 15-е  | Фінал        |                       |

## Досягнення
- Кубок Хазфі
  -  Фіналіст (1): 2007/08

## Відомі гравці
- Сірус Дінмохаммаді
- Мохсен Фороузан
- Даріуш Яздані

## Відомі тренери
- Бернд Краусс (2005)